# AGM-45 Shrike

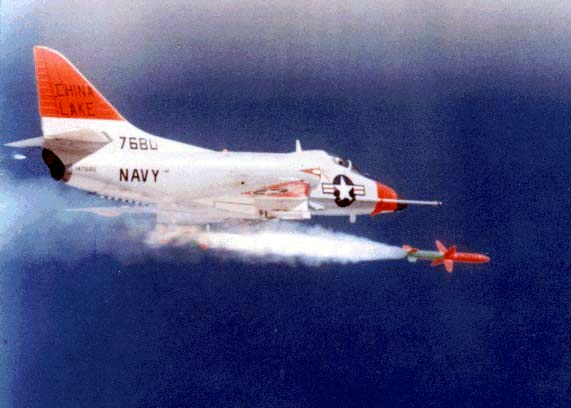
Lors d'un test au site d'essais de China Lake en Californie, un Douglas A-4C Skyhawk tire un missile AGM-45. Photo prise le 12 juin 1964.

L’AGM-45 Shrike est un missile anti-radar américain conçu pour atteindre des stations de radar anti-aéronef. Il fut mis au point en 1963 au Naval Air Weapons Station China Lake en mariant une tête chercheuse au corps d'un AIM-7 Sparrow. Il fut progressivement retiré du service de l’US Air Force à partir de 1992. La Force aérienne et spatiale israélienne (autre grand utilisateur) l'a aussi retiré du service, mais à une date inconnue. Il a été remplacé par le missile AGM-88 HARM. Tsahal a mis au point une version du Shrike qui peut être tirée depuis le sol à partir du châssis d'un Sherman M4.